# Карановска селищна могила
Карàновската сèлищна могѝла е образувана от развалините на последователно изграждани едно над друго праисторически селища.
Селищната могила се намира в северозападния край на село Караново, област Сливен. Тя е една от най-големите селищни могили в България. Дебелината на културния ѝ пласт е 12,4 m, максималният и минималният диаметри на основата ѝ са съответно 250 и 150 m. Сондажни проучвания са правени през 1936 и 1946 г. При първите два археологически сезона проучванията са ръководени от Васил Миков, който работи съвместно с Никола Койчев. През периода 1947 – 1957 г. се извършват системни археологични разкопки, които са ръководени от Васил Миков и Георги Илиев Георгиев.
Карановската селищна могила е обитавана през неолита, халколита и бронзовата епоха.
Културните наслоявания са проучени на площ около 1700 m2. Установени са 7 културни пласта: четирите най-долни пласта (I - IV) се отнасят към неолита, следващите (V и VI) – към халколита, а най-горният (VII) – към края на ранната бронзова епоха. Между някои от културните пластове е имало краткотрайни или продължителни прекъсвания (хиатуси). Въз основа на установената стратиграфия е формулирана от Васил Миков през 1958 г. и разширена и допълнена от Георги Георгиев през 1959 г. карановската хронологична система, която е валидна не само за Южна България, но косвено и за цялата територия на страната, а в известна степен и за някои съседни на България области в Балканския полуостров.
Последният трети етап на проучванията започва в началото на 1980-те години. В продължение на повече от 20 археологически сезона обектът е проучван от българо-австрийска експедиция с ръководители от българска страна професор Георги Георгиев и по-късно Васил Николов, а от австрийска страна – професор Щефан Хилер. Новите разкопки дават нова и по-прецизна информация за живота на праисторическото население. Карановската хронологична система е допълнена и прецизирана от Васил Николов, като са добавени новите периоди Караново II-III и Караново III-IV.
Карановската хронологична система изиграва голяма роля за правилното поставяне и разрешаване на редица проблеми във връзка с изучаването на неолита, халколита и бронзовата епоха в Южна България. Системата допринася за по-тясно свързване на праисторическите проблеми в България с проблемите от праисторията на Централна и югоизточна Европа, Западна Мала Азия и Източното Средиземноморие.
В Карановската селищна могила са разкрити добре запазени основи на жилища с богат домашен инвентар. Откритите оръдия на труда, изработени от камък, кремък, кост, рог на елен и мед, огромното количество керамичен материал и направените по време на разкопките наблюдения имат голямо значение за по-пълното изясняване на живота и културата на първите земеделско-скотовъдни племена в българските земи. Открити са и глинени плочки със знаци (пинтадерите от село Караново и село Градешница, Врачанско), които според някои български учени са най-старите известни писмени знаци в Европа. Разкопките на Карановската селищна могила бележат нов етап в праисторическите проучвания в България. Могилата е наречена „дворец на тракийската праистория“. Находките се съхраняват в Националния археологически музей в София и в Историческия музей в Нова Загора.